# Albertine Necker de Saussure
Albertine Adrienne Necker de Saussure (Genève (Republiek Genève), 9 april 1766 - Monnetier-Mornex (hertogdom Savoye), 13 april 1841) was een Geneefse en later Zwitserse pedagoge, schrijfster, vertaalster en feministe avant la lettre.

## Biografie
Albertine Necker de Saussure was een afstammelinge van de burgerlijke Geneefse familie de Saussure. Ze was een dochter van Horace-Bénédict de Saussure en Albertine Amélie Boissier en een zus van scheidkundige Nicolas-Théodore de Saussure. Als kind leerde ze de natuur te observeren dankzij haar vader, die natuuronderzoeker, landmeter en alpinist was en die haar ook klassieke talen en wetenschappen onderwees. Ze maakte ook een reis door het huidige Italië.
In 1785 huwde ze botanicus Jacques Necker, die verwant was met de gelijknamige Jacques Necker, die minister van Financiën was geweest onder koning Lodewijk XVI van Frankrijk. Na haar huwelijk verhuisde ze naar Cologny, waar ze salon hield. Tezelfdertijd bezocht ze ook geregeld het salon van haar schoonnicht en vriendin Germaine de Staël in Coppet, over wie ze in 1820, enkele jaren na diens overlijden, een biografie zou schrijven onder de titel Notice sur le caractère et les écrits de Madame de Staël. In 1814 vertaalde ze het werk Vorlesungen über dramatische Kunst und Literatur van de Duitse literatuurcriticus August Wilhelm von Schlegel onder de titel Cours de littérature dramatique en in 1816 schreef ze een samenvatting van A New View of Society van de Britse sociale hervormer Robert Owen.
In een tijd waarin men dacht dat het voldoende was om jonge meisjes voor te bereiden op hun toekomstige rol als echtgenote, zette ze zich af tegen het werk Emile, of Over de opvoeding van de Geneefse filosoof en schrijver Jean-Jacques Rousseau en schreef ze het driedelige pionierswerk L'éducation progressive ou étude du cours de la vie. In dat werk stelde ze dat vrouwen een open opleiding zouden moeten genieten, gestoeld op talen, natuurwetenschappen en schone kunsten, die hen tot gecultiveerde mensen zou kunnen maken in plaats van hen te beperken tot oppervlakkige bezigheden en modieuze ijdelheden. Ze stelde dat meisjes hetzelfde onderwijs moeten krijgen als jongens en dat de vorming van ieder kind en iedere adolescent zou moeten bestaan uit literatuur, vreemde talen, natuurwetenschappen, geschiedenis, aardrijkskunde, schone kunsten en gymnastiek. Het eerste deel van dit werk verscheen in 1828, het tweede in 1832 en het derde in 1838.

## Trivia

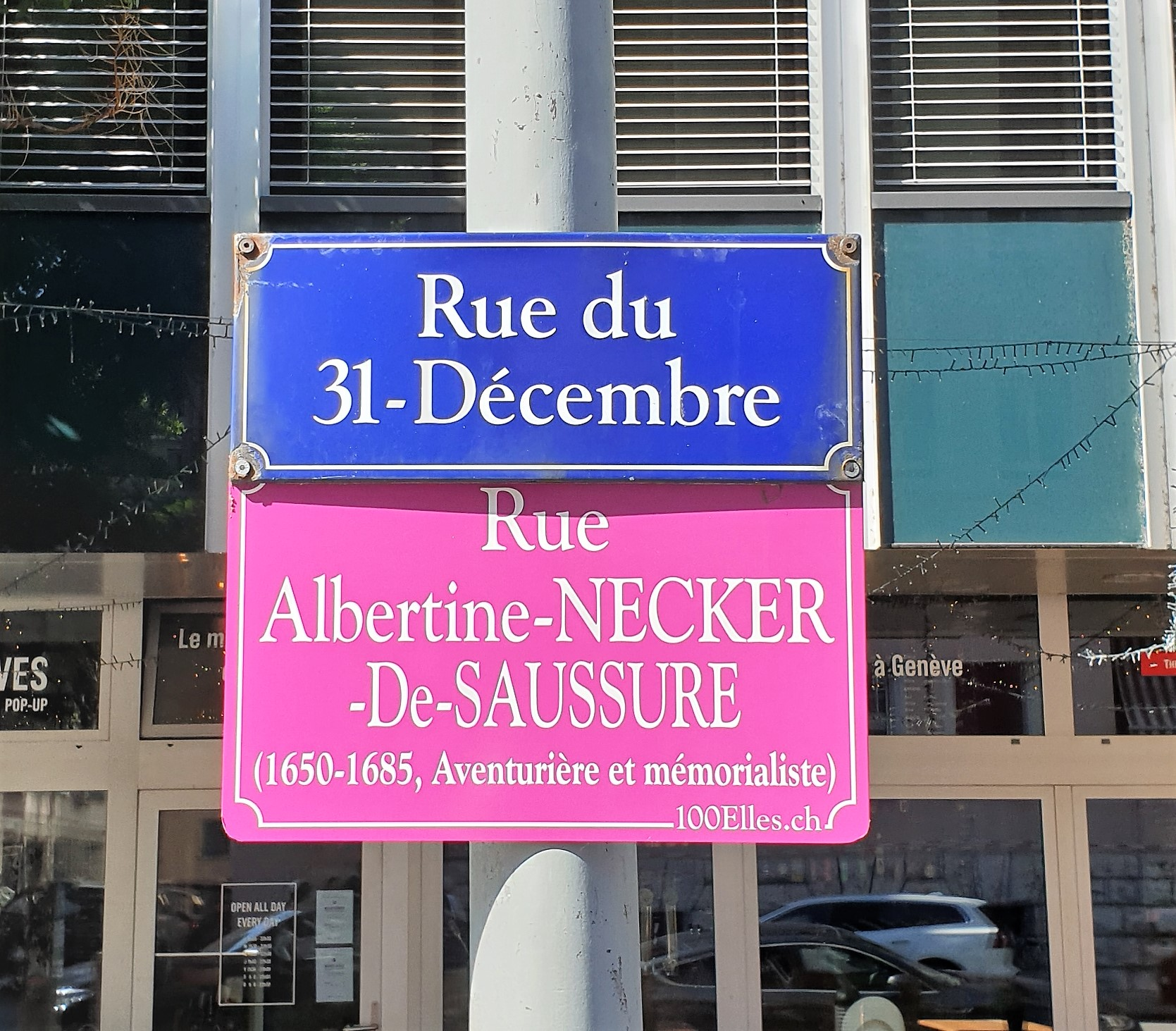
Alternatief straatnaambord van de actie 100Elles* in Genève, 2019.

- In 2019 werd in Genève door de actie 100Elles* een alternatief straatnaambord opgericht ter ere van Albertine Necker de Saussure.
- Reeds op jongere leeftijd kreeg de Saussure af te rekenen met doofheid.

## Werken
Eigen werken
- (fr)  Eloge historique de M. de Périgord, 1800.
- (fr)  Notice sur le caractère et les écrits de Madame de Staël, Parijs, Treuttel et Würtz, 1820.
- (fr)  L'éducation progressive, ou étude du cours de la vie, deel 1, Étude de la première partie de l’enfance, Parijs, A. Sautelet et Cie, 1828.
- (fr)  L'éducation progressive, ou étude du cours de la vie, deel 2, Étude de la dernière partie de l'enfance, Parijs, A. Sautelet et Cie, 1832.
- (fr)  L'éducation progressive, ou étude du cours de la vie, deel 3, Études de la vie des femmes, Parijs, Paulin, 1838.

Vertalingen
- (fr)  Cours de littérature dramatique, 1814 (van August Wilhelm von Schlegel; deel 1, deel 2).